# Astypalaea Linea
L'Astypalaea Linea è una struttura geologica della superficie di Europa.